# Листвянское сельское поселение (Тяжинский район)
Листвя́нское се́льское поселе́ние — упразднённое муниципальное образование в Тяжинском районе Кемеровской области. Административный центр — посёлок Листвянка.

## История
Листвянское сельское поселение образовано 17 декабря 2004 года в соответствии с Законом Кемеровской области № 104-ОЗ.

## Население
| 2010  | 2011  | 2012  | 2013  | 2014  | 2015  | 2016  |
| ----- | ----- | ----- | ----- | ----- | ----- | ----- |
| 1250  | ↘1246 | ↘1230 | ↘1203 | ↘1201 | ↘1195 | ↘1185 |
| 2017  | 2018  | 2019  |       |       |       |       |
| ↘1166 | ↘1148 | ↘1121 |       |       |       |       |

## Состав сельского поселения
| № | Населённый пункт | Тип населённого пункта          | Население |
| - | ---------------- | ------------------------------- | --------- |
| 1 | Валерьяновка     | посёлок                         | 418       |
| 2 | Заря             | посёлок                         | 93        |
| 3 | Листвянка        | посёлок, административный центр | 644       |
| 4 | Путятинский      | посёлок                         | 95        |

## Статистика
На территории расположено расположено:- 328 домовладений;- 3 объекта с массовым пребыванием граждан (Листвянская общеобразовательная школа, Валерьяновская начальная школа, Листвянский детский сад);- 5 объектов торговли.